# Hinrichtungsgebiet Donja Gradina

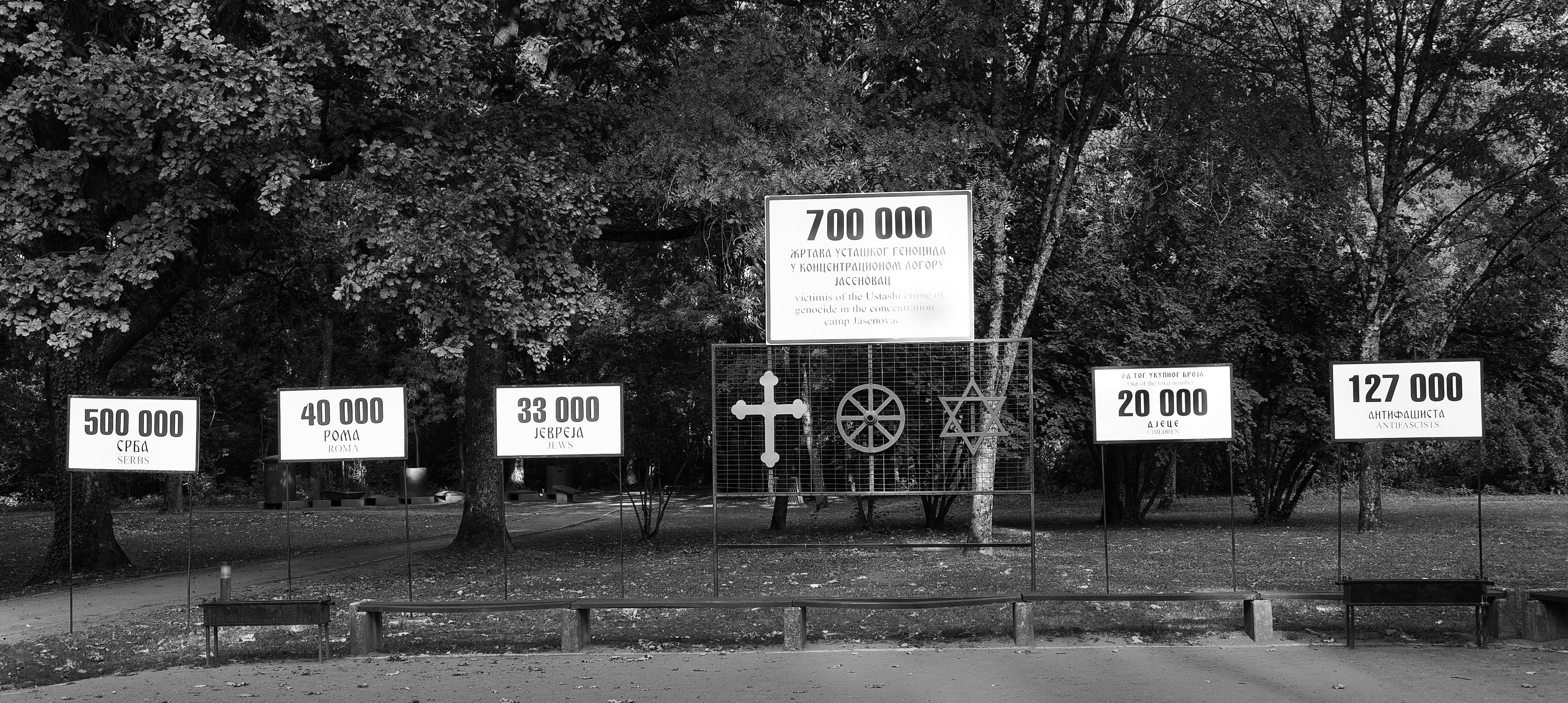
Gedenktafel mit Opferzahlen, aufgenommen 2017

Das Hinrichtungsgebiet Donja Gradina war während des Zweiten Weltkriegs das Hinrichtungsgebiet des KZ Jasenovac im faschistischen Unabhängigen Staat Kroatien (NDH). Es befand sich nahe dem heutigen bosnisch-herzegowinischen Dorf Donja Gradina gegenüber dem Stammlager von Jasenovac auf der anderen Seite des Flusses Save. Dort wurden Tausende Serben, Juden und Roma von den Ustaschas auf brutalste Art und Weise ermordet.